# Hydridae
Hydridae Dana, 1846 è una famiglia di cnidari idrozoi, appartenente all'ordine Anthoathecata.

## Tassonomia
Viene riconosciuto al momento un solo genere:
- Hydra (Linnaeus, 1758)